# أنيكا ساريكو
أنيكا ساريكو (مواليد يوم 10 نوفمبر 1983 في أوريبان، فنلندا)، هي سياسية فنلندية، تشغل منصب وزيرة العلوم والثقافة. بتاريخ 5 سبتمبر 2020 اُنتخبت زعيمة لحزب الوسط الفنلندي.

## الدراسة
ساريكو حاصلة على درجة البكالوريوس في الدراسات الإعلامية من جامعة توركو.

## المناصب
- بتاريخ 14 يونيو 2010 انتخبت نائبة رئيس حزب الوسط الفنلندي.[7] وانتخبت عضوةً في البرلمان الفنلندي في 2011[8]، وزيرة لشؤون الأسرة والخدمات الاجتماعية - من 10 يوليو 2017 إلى 6 يونيو 2019[9] ثم وزيرةً للعلوم والثقافة - 6 يونيو 2019[10]أخذت ساريكو إجازة الأمومة في 9 أغسطس 2019 ، وشغلت هانا كوسونين المنصب حتى استأنفت ساريكو منصبها في أغسطس 2020[10]

## وصلات خارجية
- الموقع الرسمي